# Cavendishia fortunensis
Cavendishia fortunensis är en ljungväxtart som beskrevs av J.L. Luteyn. Cavendishia fortunensis ingår i släktet Cavendishia och familjen ljungväxter. Inga underarter finns listade i Catalogue of Life.